# Marcello Pera
Marcello Pera, né le 28 janvier 1943 à Lucques, est un philosophe et homme d'État italien, président du Sénat de la République de 2001 à 2006.

## Biographie

### Philosophe
Diplômé en comptabilité de l'Institut F. Carrara de Lucques en 1962, Marcello Pera a travaillé à la Banca Toscana, puis à la Chambre de commerce de Lucques, avant d'étudier la philosophie à l'Université de Pise, de laquelle il sortit diplômé en 1972.
Encouragé par son professeur, Francesco Barone, Marcello Pera commença sa carrière académique à Pise, en étant nommé responsable de la philosophie des sciences. Professeur de philosophie rhétorique à l'Université de Catane de 1989 à 1992, il enseigne la philosophie des sciences à l'Université de Pise et rédige des thèses et des articles ayant pour thème son domaine, en collaboration avec son confrère Lucio Colletti.

### Parlementaire
Durant les années 1980, Marcello Pera milita pour le Parti socialiste italien (PSI). En 2004, Pera se recueillera, en Tunisie, sur la tombe du chef historique du PSI, Bettino Craxi, qu'il considéra comme « un patrimoine de la République et de la gauche italienne ».
Élu à l'issue du scrutin parlementaire du 21 avril 1996 au Sénat de la République sur la liste de Forza Italia en 1996 par le système proportionnel, Pera sera désigné vice-président du groupe des sénateurs membres de Forza Italia.
Réélu le 13 mai 2001, Marcello Pera, désigné candidat à la présidence du Sénat, est élu par ses pairs à l'issue du premier tour de scrutin, président de la chambre haute du Parlement avec 178 suffrages sur 318 votants. Dans son discours d'investiture, le nouveau président du Sénat donne sa définition du parlementarisme : « L'instrument de la démocratie, pour l'opposition n'est pas seulement le vote, mais l'argument, le discours, la confrontation. […] De même, le gouvernement doit argumenter et convaincre ». Marcello Pera préside le Sénat jusqu'au terme de la XIVe législature, en 2006.
Il compte en 2010 parmi les fondateurs de l'association Friends of Israel Initiative, laquelle regroupe des hommes politiques et hommes d'affaires internationaux afin d’utiliser leur influence pour soutenir les intérêts israéliens.

## Œuvres
- Induction et la méthode scientifique, Pise, Editrice Tecnico Scientifica, 1978.
- Popper et la science sur pilotis, Rome-Bari, Laterza, 1981.
- Hume, Kant, et l'induction, Bologne, Il Mulino, 1982.
- Apologie de la méthode, Rome-Bari, Laterza, 1982.
- Les voies de progrès. Théories et des épisodes de la rationalité scientifique, édité par et avec Joseph Pitt, Milan, Basic Books, 1985.
- La grenouille ambigu. La controverse sur l'électricité animale entre Galvani et Volt, Turin, Einaudi, 1986.  (ISBN 88-06-59310-2).
- La science et de la rhétorique, Rome-Bari, Laterza, 1991.  (ISBN 88-420-3789-3).
- L'art de la persuasion scientifique, par et avec William R. Shea, Milano, Guerini, 1992.  (ISBN 88-7802-330-2).
- Sans racines. Europe, relativisme, christianisme, l'islam, avec Joseph Ratzinger, Milan, Mondadori, 2004.  (ISBN 88-04-54474-0) .
- La liberté et la laïcité, éd., Sienne, Cantagalli, 2006.  (ISBN 88-8272-266-X).
- Pourquoi nous nous appelons chrétiens. Le libéralisme, l'Europe, l'éthique, Milan, Mondadori, 2008.  (ISBN 9788804588313) .
- Les origines du libéralisme. À propos de Pannunzio et Tocqueville, Turin, Centre Pannunzio 2009.